# الشفق (سلسلة روايات)
سلسلة الشفق (بالإنجليزية: The Twilight Saga)‏ هي سلسلة من أربعة روايات خيالية رومانسية، للكاتبة الأمريكية ستيفاني ماير. وتروي حياة إيزابيلا "بيلا" سوان المراهقة التي تنتقل إلى فوركس، واشنطن، وتجد حياتها تغيرت جذريا عندما تقع في حب مصاص دماء يدعى إدوارد كولن.
السلسلة من وجهة نظر بيلا في المقام الأول كما في الغسق وقمر جديد، وبعض الأجزاء من وجهة نظر إدوارد وجاكوب كما في بزوغ الفجر وشمس منتصف الليل.
السلسلة تحظى بشعبية كبيرة بين الشباب، بعد أن باعت أكثر من 42 مليون نسخة في جميع أنحاء العالم مع ترجمات إلى 37 لغات مختلفة في جميع أنحاء العالم. السلسلة مكونة من أربعة كتب، وهي بصدد إنتاج الكتاب الخامس شمس منتصف الليل.

## الشفق
صدر أول عدد في الغلاف المقوى عام 2005 وهو يحكى عن إيزابيلا سوان «بيلا» ذات السبعة عشر عاماً التي أنتقلت من فينيكس في ولاية أريزونا إلى فوركس في ولاية واشنطن، حيث تجد حياتها في خطر عندما تقع في حب مصاص الدماء إدوارد كولين.

## قمر جديد
إدوارد وعائلته بصدد مغادرة فوركس لانه يعتقد ان حياة بيلا معرضة للخطر. وحتى مع تطور صداقة قوية مع جاكوب. جاكوب وغيره من الذئاب في قبيلته يجب عليهم حماية «ايزابيلا» من فيكتوريا، مصاصة الدماء والتي تسعى للانتقام لحبيبها جيمس الذي قتل في الجزء الأول في السلسلة. وهناك سوء فهم يحدث، ويعتقد ادوارد ان بيلا ماتت. إدوارد يقرر الانتحار عن طريق استفزاز جماعة الفولتيري وهي اشبه لعائلة مالكة في عالم مصاصي الدماء، إيطاليا، لكن توقفه بيلا وأليس، شقيقة ادوارد. ثم يجتمعون جميعا مع Volturi، الجماعة القوية من سحرة مصاصي دماء، وأفرج عنه بشرط أن بيلا تتحول إلى مصاص دماء في المستقبل القريب. بيلا وإدوارد متحدون، وسيعودون إلى فوركس وقد طلب يدها للزواج.

## خسوف
مصاصة الدماء فيكتوريا أنشأت جيشا من مصاصي دماء المستحدثون لمحاربة وقتل آل كولين وأسرة بيلا. ومن ناحية أخرى، بيلا مجبرة على الاختيار بين علاقتها مع ادوارد وعلاقات الصداقة مع جايكوب. ثم نجحوا في تدمير فيكتوريا، وفي النهاية ثلاثية الحب تختار بيلا إدوارد كحبيب، وتتزوج منه--
ា

## بزوغ الفجر
في هذه السلسلة يتزوج ادوارد ببيلا، ولكن يقطع شهر العسل عندما تكتشف بيلا انها حامل. يتقدم حملها بسرعه كبيره ويضعفها بشده. توشك بيلا على الموت عندما تنجب بنتها نصف الادميه ونصف مصاصه الدماءوالتى اسموها ريزنمى. ولكى ينقذ اداورد بيلا من الموت يحقنها بسم «الموروفين» ويحولها إلى مصاصة دماء. ترى مصاصه دماء من مجموعه أخرى ريزنمى وتعتقد بانها طفله خالده وتخبر جماعه الفولتورى، حيث إن وجود مثل هذا المخلوق يعد انتهاكا لقوانين مصاصى الدماء. يجمع آل كولين الشهود من مصاصى الدماء الذين يستطيعون ان يؤكدو ان ريزنمى ليست طفله خالده، وبعد مواجهه قويه يستطيع آل كولين اقناع جماعة الفولتورى ان هذه الطفلة لن تشكل اى خطر على مصاصى الدماء أو على اسرارهم، وفي النهاية ترحل جماعة الفولتورى ويتركوهم ليعيشوا في سلام.

## «شمس الليل الأبيض»
الكتاب الخامس من السلسلة. كان من المفترض ان يكون موعد نزوله في نهاية شهر أغسطس 2008 ولكن تم تاجيل موعد الصدور إلى أجل غير مسمى بعد أن وقع تسريب مسودة تحتوي على 12 فصلا منه على شبكة الإنترنت. وهو يسمى « شمس منتصف الليل » وهذا الكتاب يحكى قصة العدد الأول الغسق ولكن من منظور إدوارد كولين. قامت ستيفاني ماير بإصدار مسودة الاثنا عشر فصل من الرواية على موقعها الرسمي بالفعل لتسمح لقرائها من الحصول على نسخة قانونية ولتجنبهم خرق حقوق الملكية الفكرية بتحميلهم النسخة المتسربة من المسودة.

## الشخصيات الرئيسية
- بيلا سوان: بطلة الرواية ذات شعر بنى داكن وعينين بنيتين، لديها القدرة على ان تحمى عقلها من (قرائة افكاره، الهجوم عليه..إلخ). تنتقل بيلا إلى منزل والدها في فوركس، واشنطن، وتقابل آل كولين مصاصى الدماء وتقع في حب إداوارد كولين لتكتشف بعد ذلك ان هذه العائلة هم سحره مصاصى دماء. تُظهر بيلا رغبتها في انها تريد ان تتحول إلى مصاصه دماء هي الأخرى على عكس رغبه ادوارد كولين. وفي الجزء الثانى قمر جديد يغادر آل كولين فوركس لكى يحمو بيلا من عالم مصاصى الدماءوفى النهاية تتزوج بيلا من ادوارد في الجزء الرابع بزوغ الفجر وتنجب ريزنيم ثم بعد ذلك تتحول إلى مصاصة دماء ويصبح لديها القدرة على حمايه مصاصى الدماء من التحكم في عقولهم.
- ادوارد كولين: مصاص دماء يعيش مع عائلته من مصاصى الدماء الذين يتغذون على دماء الحيوانات بدلا من دماء البشر. وعلى مدى سلسله الشفق يقع ادوارد في حب بيلا ويتزوجها وينجب منها. في البداية كان يشعر ادوارد بالكراهية المتبادله مع جاكوب بلاك لانه كان يحب بيلا هو الآخر ولكن لاحقا في بزوغ الفجر يذهب ليرى جاكوب كاخ وصديق كما يفعل بعض مصاصى الدماء. لدى اداورد قدره خارقه على قراءة العقول، وهذا يمكنه من ان يقرا افكار اى شخص ما عدا بيلا فهى محصنه من تلك القوى.
- جاكوب بلاك: قاصرا في الجزء الأول من الرواية، يُقدم على انه أحد افراد قبيله من المستذئبين تدعى كويلت حيث يستطيع جاكوب هو وافراد قبيلته ان يتحولو إلى ذئاب. ويعود ليظهر في جزءقمر جديدبدور أكبر حيث يظهر على انه اعز اصدقاء بيلا بعد ان تعانى من الاكتئاب لفقدانها حبيبها ادوارد وعلى الرغم من ان جاكوب يجبها بشده الا انها لا تراه أكثر من صديق. تدرك بيلا في الخسوف انها تحب جاكوب ولكنها تتغلب على شعورها هذا بحبها لاداورد كولين. ولكنه لا يستطيع التخلى عنها حيث انه يرى فيها رفيقة روحه.

## الأفلام
- الشفق (2008)
- ملحمة الشفق: قمر جديد (2009)
- ملحمة الشفق: خسوف (2010)
- ملحمة الشفق: بزوغ الفجر - الجزء 1 (2011)
- ملحمة الشفق: بزوغ الفجر - الجزء 2 (2012)